# نبت (جارية)
نَبت هي مغنية وشاعرة، كانت جارية الخليفة العباسي المعتمد على الله أبو العباس أحمد، عاشت في القرن3 هـ كانت مغنية حسنة الغناء، محسنة، وقد ذكر أبو الفرج الأصفهاني خبرها في كتاب القيان، وكانت شاعرة، سريعة الهاجس، اشتراها الخليفة المعتمد بثلاثين ألف درهم بعد ان امتحنها في مجلسه بمناظرة شعرية .